# Ricote
Ricote è un comune spagnolo di 1 519 abitanti situato nella comunità autonoma di Murcia.